# Лепопелци
Лепопелци (мкд. Лепопелци) су насеље у Северној Македонији, у источном делу државе. Лепопелци су у саставу општине Чешиново-Облешево.

## Географија
Лепопелци су смештени у источном делу Северне Македонији. Од најближег града, Кочана, насеље је удаљено 20 km западно.
Насеље Лепопелци се налази у историјској области Кочанско поље, у западном делу поља. Подручје јужно од насеља је долинско и добро обрађено. Непосредно западно од насеља протиче Злетовска река. Надморска висина насеља је приближно 350 метара.
Месна клима је умерено континентална.

## Становништво
Лепопелци су према последњем попису из 2002. године имали 17 становника.
Претежно становништво у насељу су Цинцари (53%), а значајна мањина су етнички Македонци (47%).
Већинска вероисповест месног становништва је православље.